# Melanitis solandra
Melanitis solandra är en fjärilsart som beskrevs av Fabricius 1775. Melanitis solandra ingår i släktet Melanitis och familjen praktfjärilar. Inga underarter finns listade i Catalogue of Life.